# Ö3 Австрия Топ 40
Ö3 Австрия Топ 40 е името на официалния австрийски сингъл чарт, както и радиопрограма, която се излъчва всеки петък по австрийската радиостанция Hitradio Ö3.
Предаването представя австрийските сингли, рингтонове и дигиталния чарт. Появява се, на 26 ноември 1968 година, под „Disc Parade“ и е водено от Ернст Грисман.